# Iotyrris notata
Iotyrris notata é uma espécie de gastrópode do gênero Iotyrris, pertencente a família Turridae.